# Jan Bartoloměj Vernier
Jan Bartoloměj svobodný pán Vernier z Rougemontu (Johann Bartholomeus Freiherr Vernier de Rougemont et d'Orchamp) (1644 – 11. června 1711 Praha) byl český šlechtic původem z Francie. Vlastnil několik panství v Čechách a nechal postavit tři barokní zámky, inicioval také vybudování Vernierovského paláce v Praze (dnešní Slovanský dům). Kvůli nákladným stavebním aktivitám se zadlužil a značnou část majetku musel ještě za svého života prodat.

## Životopis

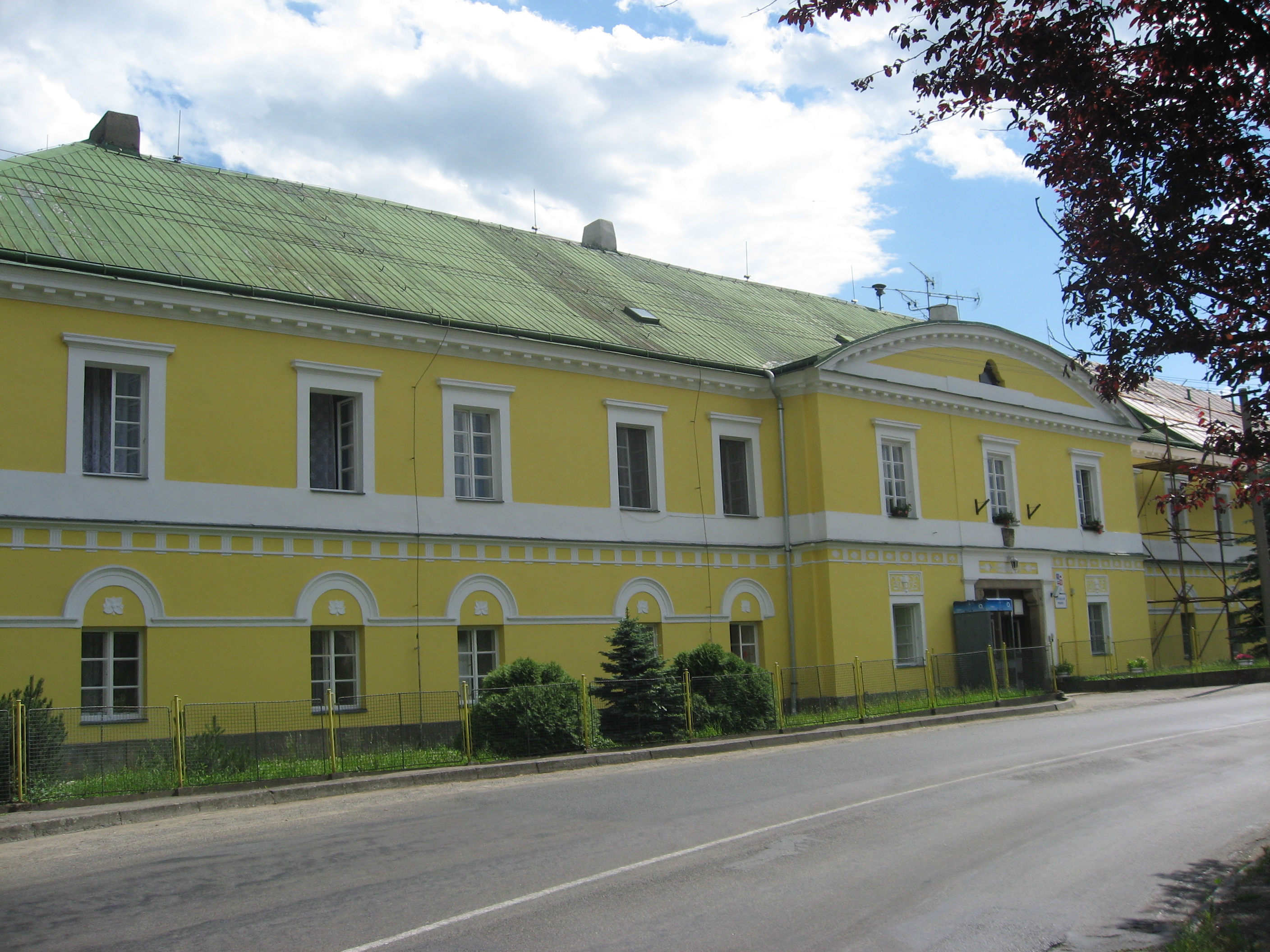
Zámek Věž

Pocházel z francouzského šlechtického rodu Vernierů usazeného od třicetileté války v Čechách. Narodil se jako nejmladší syn císařského generála barona Matouše Verniera (1600–1658) a jeho první manželky Laury Eleonory z Lodronu (†1655). Jan Bartoloměj původně sloužil v armádě a dosáhl hodnosti rytmistra, ale poté se trvale usadil v Čechách. Ze svého dědického podílu na Lipnici nad Sázavou byl vyplacen nejstarším bratrem Františkem Leopoldem (1630–1688) a získané prostředky mu umožnily zakoupit v roce 1668 rozsáhlé panství Světlá nad Sázavou s 39 vesnicemi. Přistoupil k přestavbě tvrze do podoby čtyřkřídlého barokního zámku, tím se ale značně zadlužil a již v roce 1672 panství prodal. Před prodejem oddělil ze světelského panství samostatný statek Kaliště, kde pak nechal postavit menší zámek.

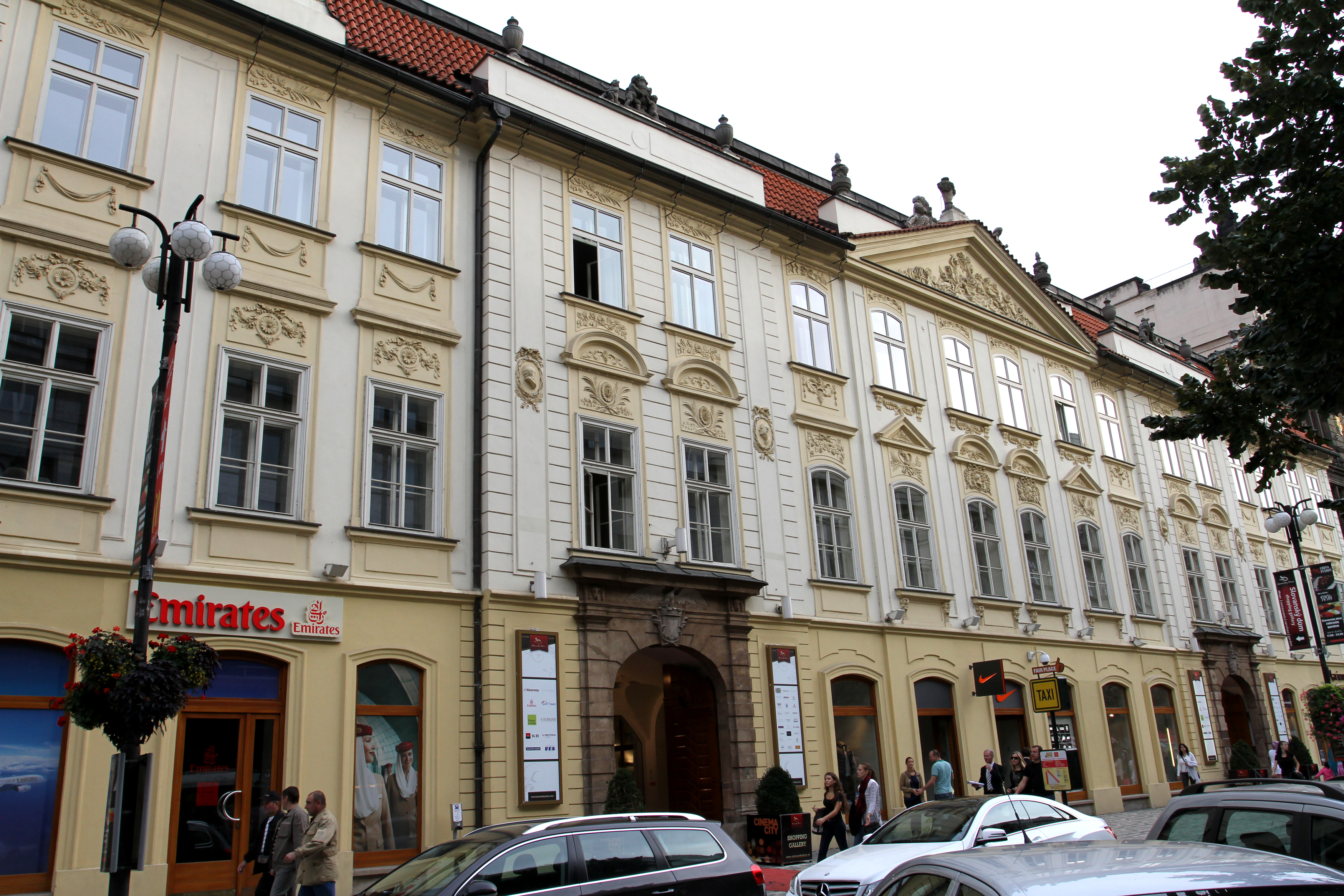
Slovanský dům v Praze (bývalý Vernierovský palác)

V roce 1692 od svých synovců koupil panství Lipnice nad Sázavou, zdejší hrad však již neplnil funkci panského sídla. Jan Bartoloměj navíc mezitím v roce 1686 koupil znovu Světlou nad Sázavou a pokračoval ve výstavbě zámku. Souběžně byl postaven další zámek ve Věži jižně od Lipnice. Panství Světlá a Lipnice byla dočasně spojena v jeden celek. Přetrvávající finanční problémy vedly na přelomu 17. a 18. století k postupnému rozprodeji statků (Kaliště 1698, Věž 1703, Světlá nad Sázavou 1704). Jan Bartoloměj mezitím koupil v roce 1695 od Šporků palác v Praze v ulici Na příkopě, který vzápětí nechal nákladně přestavět (1695–1697, pravděpodobně projekt J. B. Matheye). K paláci náležela ve své době proslulá okrasná zahrada, která sahala až k dnešní Jindřišské ulici. I tohoto pražského sídla se ale musel vzdát a krátce před smrtí palác prodal (1710).
Byl ženatý s Marií Rosalií z Kainpachu (1660–1737) z dolnorakouské šlechty. Marie Rosalie koupila v roce 1680 statek Čestín, který byl později také prodán na úhradu vysokých rodinných dluhů (1710). Z jejich manželství pocházely čtyři děti. Dcera Marie Dorothea (1698–1761) byla provdaná za hraběte Ignáce Václava Caretta-Millesima a v roce 1755 zřídila peněžní caretto-millesimovský fideikomis, jehož výnos užívali Vernierové až do vymření rodu v roce 1914. Synové František Bernard (1687–1740) a Václav Ignác (1692–1742) založili dvě nové rodové linie.